# Rezerwat przyrody Zmysłówka
Zmysłówka – rezerwat przyrody położony w miejscowości Zmysłówka, w gminie Grodzisko Dolne, w powiecie leżajskim, w województwie podkarpackim. Obejmuje oddział 106 l, obrębu Dąbrówki, leśnictwa Zmysłówka (Nadleśnictwo Leżajsk).
- numer według rejestru wojewódzkiego: 2
- powierzchnia: 2,56 ha[1][2] (akt powołujący podawał 2,44 ha)
- dokument powołujący: M.P. z 1953 r. nr 84, poz. 999
- rodzaj rezerwatu: leśny[1][2]

- typ rezerwatu – fitocenotyczny

- podtyp rezerwatu – zbiorowisk leśnych

- typ ekosystemu – leśny i borowy

- podtyp ekosystemu – lasów nizinnych

- przedmiot ochrony (według aktu powołującego): fragment lasu mieszanego z udziałem modrzewia polskiego, o cechach zespołu naturalnego[1][2]

Zbiorowiska leśne rezerwatu to głównie żyzna buczyna karpacka w formie podgórskiej oraz grąd subkontynentalny w podzespole typowym.